# رافاييل سانتانا (لاعب كرة قدم)
رافاييل سانتانا (بالإسبانية: Rafael Santana Fontes) هو لاعب كرة قدم فنزويلي وإسباني، ولد في 3 مارس 1945 في سانتا كروز دي تينيريفه في إسبانيا. شارك مع منتخب فنزويلا لكرة القدم. أما مع النوادي، فقد لعب مع ديبورتيفو غاليسيا.

## وصلات خارجية
- رافاييل سانتانا على موقع الاتحاد الدولي (مؤرشف)  (الإنجليزية)
- رافاييل سانتانا على موقع ناشيونال فوتبول تيمز (الإنجليزية)